# Мехо Кодро
Мехо Кодро (босн. Meho Kodro, нар. 12 січня 1967, Мостар) — югославський футболіст, що грав на позиції флангового півзахисника, нападника. По завершенні ігрової кар'єри — тренер.
Виступав, зокрема, за «Реал Сосьєдад» та «Барселону», а також національні збірні Югославії та Боснії і Герцеговини.

## Клубна кар'єра
У дорослому футболі дебютував 1985 року виступами за «Вележ». За перші два сезони в югославській Першій лізі провів лише 14 зустрічей, однак потім став гравцем стартового складу і взяв участь у виграші Кубка Югославії 1985/86. Всього провів шість сезонів за клуб, взявши участь у 129 матчах чемпіонату.
Після розпаду Югославії в 1991 році переїхав в Іспанію, де приєднався до «Реал Сосьєдаду». За сан-себастьянців Кодро провів 4 сезони, забиваючи в кожному як мінімум 10 м'ячів. У сезоні 1993/94 забив 23 м'ячі, а в наступному — 25, зайнявши друге місце в списку бомбардирів Ла Ліги, поступившись Трофеєм Пічічі лише Івану Саморано, що забив на 3 голи більше.
У 1995 році Мехо був придбаний «Барселоною». За «синьо-гранатових» він провів 32 гри, забивши 9 м'ячів, в тому числі відзначившись дублем 10 лютого 1995 року в Ель Класіко з «Реалом» (3:0). Після закінчення сезону, за результатами якого каталонський клуб став віце-чемпіоном Іспанії та фіналістом національного кубку, Йоган Кройф, що запрошував боснійця до команди, був звільнений, а Кодро був проданий в «Тенерифе». У «Тенерифе» Кодро провів три сезони до 1999 року, коли його команда вилетіла в Сегунду, і забив 18 голів у 72 матчах. З командою став півфіналістом Кубка УЄФА 1996/97, забивши в тому турнірі два голи. Останній сезон 1998/99 став для Кодро першим і єдиним у своїй кар'єрі, в якому він не забив жодного голу.
Наступний сезон 1999/00 Мехо провів в «Алавесі» і забив 5 голів в 30 матчах Ла Ліги. Загалом у іспанській Прімері Кодро провів 263 ігор і забив 105 голів.
Завершив професійну ігрову кар'єру у ізраїльському «Маккабі» (Тель-Авів), за який виступав протягом сезону 2000/01 років, вигравши з командою Кубок Ізраїлю.

## Виступи за збірні
4 вересня 1991 року дебютував в офіційних матчах у складі національної збірної Югославії у товариській грі проти Швеції (3:4). 25 березня наступного року зіграв за збірну під керівництвом Івиці Осима ще один матч проти Нідерландів (0:0), проте через війну і розпад Югославії збірна припинила існування і Мехо тривалий час не грав на міжнародному рівні.
Лише з середини 90-х років, після визнання ФІФА і УЄФА збірної Боснії і Герцеговини Кодро відновив виступи за збірну і зіграв в шести кваліфікаційних матчах до чемпіонату світу 1998 року, який став першим відбором для молодої збірної, і забив у матчі зі Словенією (2:1). Всього провів у формі нової головної команди країни 13 матчів, забивши 3 голи.

## Кар'єра тренера
Розпочав тренерську кар'єру, повернувшись до футболу після невеликої перерви, 2006 року, увійшовши до тренерського штабу головного тренера «Реал Сосьєдада» Хосе Марі Бакеро, з яким був партнером у «Барселоні».
5 січня 2008 року був призначений головним тренером збірної Боснії і Герцеговини після того, як боснійська футбольна федерація прийняла його умови і обіцяла повну незалежність у футбольних питаннях. Проте невдовзі становище змінилося, Кодро відмовився очолювати збірну у товариському матчі з Іраном, оскільки федерація призначила цю гру без його відома, і був звільнений 17 травня. Він встиг провести лише 2 матчі.
Влітку 2008 року повернувся в Сан-Себастьян на посаду тренера юнацьких команд, а через два роки був призначений головним тренером другої команди клубу — «Реал Сосьєдад Б».
26 вересня 2014 року очолив «Сараєво», проте після поганого старту у весняній частині сезону Кодро був звільнений.
30 грудня 2018 року очолив тренерський штаб команди «Серветт» з другого за рівнем дивізіону Швейцарії. Пропрацював з нею майже півтора сезони, не змігши вирішити завдання підвищення у класі — «Серветт» двічі фінішував третім. Пішов у відставку у березні 2018 року.

## Титули і досягнення

### Як гравця
- Володар Кубка Югославії (1):

«Зріньскі»: 1985/86
- Володар Кубка Ізраїлю (1):

«Маккабі» (Тель-Авів): 2000/01

## Особисте життя
Має сина Кенана, який також став футболістом і виступав за іспанські клуби та збірну Боснії та Герцеговини. Протягом двох років він під наставництвом батька грав за «Реал Сосьєдад Б».